# Distretto di Pla Pak
Il distretto di Pla Pak (in thailandese: ปลาปาก) è un distretto (amphoe) della Thailandia, situato nella provincia di Nakhon Phanom.